# وروار أزرق اللحية
وروار أزرق اللحية (الاسم العلمي: Nyctyornis athertoni) هو نوع من الطيور يتبع جنس الوروار ليلي من فصيلة الوروارية.